# Stephanie Paul
 (avril 2017).
Si vous disposez d'ouvrages ou d'articles de référence ou si vous connaissez des sites web de qualité traitant du thème abordé ici, merci de compléter l'article en donnant les références utiles à sa vérifiabilité et en les liant à la section « Notes et références ».
Stephanie Paul est une actrice néo-zélandaise.

## Biographie
Elle a joué le rôle de la présidente des États-Unis (pastiche de Sarah Palin) dans le film Iron Sky (2012).

## Filmographie

### Cinéma
- 1999 : Nightmare Man : First Victim
- 2002 : Film School Confidential : Sara Sloan
- 2005 : Crazylove : Bridal Clerk
- 2007 : Staar: She'd Rather Be a Mistress : Mistress
- 2008 : The Frequency of Claire : Maggie
- 2009 : Separation City (en) : Pip
- 2012 : Iron Sky : Présidente des États-Unis
- 2013 : Rapture-Palooza (en) : Kimberly (voix, non créditée)
- 2018 : Iron Sky: The Coming Race
- Date inconnue : Planet M